# Malcolm Allen
Malcolm James Allen (Wauchope, 29 de mayo de 1973) es un deportista australiano que compitió en natación.
Ganó dos medallas en el Campeonato Mundial de Natación en Piscina Corta de 1995, oro en 4 × 200 m libre y bronce en 400 m libre. Participó en los Juegos Olímpicos de Sídney 2000, ocupando el cuarto lugar en la prueba de 4 × 200 m libre.
En 2000 fue condecorado con la Medalla Deportiva Australiana.

## Palmarés internacional
| Campeonato Mundial en Piscina Corta | Campeonato Mundial en Piscina Corta | Campeonato Mundial en Piscina Corta | Campeonato Mundial en Piscina Corta |
| Año                                 | Lugar                               | Medalla                             | Prueba                              |
| ----------------------------------- | ----------------------------------- | ----------------------------------- | ----------------------------------- |
| 1995                                | Río de Janeiro (Brasil)             | Medalla de oro                      | 4 × 200 m libre                     |
| 1995                                | Río de Janeiro (Brasil)             | Medalla de bronce                   | 400 m libre                         |